# Фрањ
Фрањ (фр. Fragnes) насеље је и општина у источном делу централне Француске у региону Бургоња, у департману Саона и Лоара која припада префектури Шалон сир Саон.
По подацима из 2011. године у општини је живело 997 становника, а густина насељености је износила 258,29 становника/km². Општина се простире на површини од 3,86 km². Налази се на средњој надморској висини од 186 метара (максималној 191 m, а минималној 178 m).

## Демографија
| 1962. | 1968. | 1975. | 1982. | 1990. | 1999. | 2011. |
| ----- | ----- | ----- | ----- | ----- | ----- | ----- |
| 200   | 257   | 364   | 569   | 740   | 895   | 997   |

График промене броја становника у току последњих година